# René Falquet
René Falquet, né le 29 novembre 1934 au Pont, est un musicien, directeur de chœur et chef d'orchestre vaudois.

## Biographie
René Falquet grandit dans un milieu familial marqué par la musique, son père, violoniste amateur, lui transmet cette passion. Dès ses neuf ans, il apprend à jouer de l'accordéon, instrument qu'il maîtrise très vite. Après avoir accompli sa scolarité, René Falquet entreprend des études de violon et de piano dans le but d'entrer à l'École normale de Lausanne. Il y étudie de 1950 à 1954 et y suit des cours de musique avec Robert Piguet ainsi que des cours de violon avec Georges Desarzens. René Falquet exerce tout d'abord le métier d'instituteur au Sentier de 1954 à 1960. En 1959, il obtient le brevet pour l'enseignement de la musique, avec un mémoire lié à la pédagogie musicale. Il étudie ensuite au Conservatoire de Lausanne avec Carlo Hemmerling qui lui enseigne les premiers éléments de la composition. René Falquet travaille également avec Andor Kovach qui enrichit sa formation théorique. Entre 1971 et 1974, il prend des cours de direction d'orchestre auprès de Robert Faller et d'Igor Markevitch. En 1974, René Falquet obtient un diplôme de direction au Conservatoire de la Chaux-de-Fonds.
René Falquet transmet ses connaissances dans le cadre des cours qu'il donne à l'Association vaudoise des directeurs de chant de 1971 à 2002. Il enseigne également au Conservatoire de Lausanne dans les classes du brevet pour l'enseignement de la musique de 1979 à 1999 ainsi que dans plusieurs gymnases lausannois. René Falquet est à la tête de nombreux chœurs dont le Chœur d'hommes de Vevey (1963-1970) et le chœur de chambre neuchâtelois Da Camera (1976-1984). Il crée le Chœur de l'Élysée et dirige alors de nombreuses œuvres du répertoire dont les Requiems de Mozart, Brahms, Verdi et Fauré, la Messe en si, le Magnificat et les Passions de Bach ou encore Sainte Ludmilla d'Antonín Dvorák. Il est également à l'aise dans la musique du XXe siècle : Vêpres de Rachmaninov, Noces de Stravinsky, Le Roi David d'Arthur Honegger, Requiem d'Andrew Lloyd Webber. Grand amoureux d'art lyrique, René Falquet fonde et conduit pendant deux ans le Chœur de l'Opéra de Lausanne, qu'il créé sous l'impulsion de Renée Auphan et d'Étienne Bettens. Il dirige des opérettes et opéras-comiques d'André Messager, Georges Bizet, Emmanuel Chabrier et Heinrich Sutermeister. 
Parallèlement à son activité d'enseignement et de direction, René Falquet poursuit une activité de compositeur et c’est dans le domaine choral, celui des cantates profanes, de la comédie et du spectacle musical qu'il s’illustre. Il compose une vingtaine de fresques chorales avec orchestre, notamment Divico et Cesar sur le texte de Nicole Rouan et Noé sur le texte de Jean-Daniel Mottier. Avec Louis Crelier et Christian Gravillet, il écrit la musique pour le spectacle Fables de la Fontaine, qui sera représenté au Petit théâtre de Lausanne à cinquante reprises. Avec Nicolas Frize, Xavier Le Masne et Luciano Berio, René Falquet est choisi pour la création de l'œuvre commémorative du bicentenaire de la Déclaration des droits de l'homme et du citoyen en 1989 à Cergy-Pontoise (France). Sa Missa brevis, composition pour chœurs et quintette à cordes, est créée en 2009 avec le concours Quatuor Sine Nomine.

## Sources
- « René Falquet », sur la base de données des personnalités vaudoises sur la plateforme « Patrinum » de la Bibliothèque cantonale et universitaire de Lausanne.
- 24 Heures, 2005/03/31, p. 15 avec photographie - 2010/01/21, p. 42
- Compositeurs suisses d'œuvres chorales, Zurich, Hug & Co Musikverlag, 1999, p. 121
- Jean-Louis Matthey, René Falquet : Note biographique et liste des œuvres, Lausanne, Bibliothèque cantonale et universitaire, 2009, p. 15-22
- Blaise Willa, "Entretien avec René Falquet", in: Revue musicale de Suisse romande, 1994/2, p. 33-34
- Jean-Louis Matthey, "Au service de l’art choral classique et populaire", in: Revue musicale Suisse, N° 12, 2008, p. 27